# Koldus Nagy László
Koldus Nagy László névvariánsok: K. Nagy László; Koldus N. László (Kispest, 1947. február 15. –) magyar színész.

## Életpályája
Kispesten született, 1947. február 15-én. Színészi tanulmányait az Állami Déryné Színház Stúdiójában végezte és 1967-től az Állami Déryné Színház illetve a Népszínház társulatának tagja volt. 1978-tól a Józsefvárosi Színházban szerepelt, 1982-től a zalaegerszegi Hevesi Sándor Színház szerződtette. 1991-től szabadfoglalkozású színművész. 1974 óta Érden él, ahol megalapította az Érdi Alkotók, Művészetpártolók Egyesületét, amelynek keretében több színészfesztivált szervezett és rendezett a városban. 2017-től vendégművészként játszik a József Attila Színházban is.

## Fontosabb színházi szerepei
- Szirmai Albert – Bakonyi Károly – Gábor Andor: Mágnás Miska... Miska
- Anton Pavlovics Csehov: A dohányzás ártalmairól... Ivan Ivanovics Nyuhin
- Anton Pavlovics Csehov: Jubileum... Igazgatósági tag
- Anton Pavlovics Csehov: Hattyúdal... Színész
- Anton Pavlovics Csehov: Leánykérés... Földbirtokos
- William Shakespeare: Szentivánéji álom... Egéus, Hermia atyja; Ösztövér, szabó (Holdvilág, a közjáték személye)
- William Shakespeare: Vízkereszt vagy amit akartok... Antonio
- Alekszandr Szergejevics Puskin – Lakatos Menyhért: Akik élni akarnak... Durraj
- Harriet Beecher Stowe: Tamás bátya kunyhója... Haley, rabszolgakereskedő
- Jaroslav Hašek: Svejk... Katz lelkész
- Csingiz Ajtmatov: A versenyló halála... szereplő
- Jevgenyij Lvovics Svarc: Hókirálynő... Kelemen király
- Alekszej Nikolajevics Arbuzov: Jó reggelt boldogság... A vőlegénye
- Eldar Alekszandrovics Rjazanov – Emil Braginszkij : Ma éjjel megnősülök... Péter
- Jékely Zoltán: Mátyás király juhásza... Gergő, juhász
- Petőfi Sándor: A helység kalapácsa... Csepü Palkó
- Fazekas Mihály – Török Tamás: Lúdas Matyi... Lúdas Matyi
- Tóth Ede:  A falu rossza... Jóska, béres
- Hollós Korvin Lajos: Pázmán lovag... Udvari bolond
- Tamási Áron: Búbos vitéz... Bog, királyi sáfár
- Tamási Áron: Énekes madár... Dobos ember
- Tordon Ákos Miklós: Skatulyácska királykisasszony... A Gitáros
- Görgey Gábor – Vörösmarty Mihály: Handabasa, avagy a fátyol titkai... Hangai Sándor, hősszerelmes
- Móricz Zsigmond: Légy jó mindhalálig... Báthori tanár úr
- Mikszáth Kálmán – Komlós Róbert: A becsületes Gyuri története... Pali
- Szép Ernő: Lila ákác... Zsüzsü, balettmester
- Képes Géza: Mese a halászlányról... Jani, katona
- Örsi Ferenc: Princ, a civil... Kec-Mec
- Jókai Anna: Újházasok (Tartozik és követel)... Miklós
- Sármándi Pál: Szervusz, Peti... Áhá

## Filmek, tv
- Az első 36 óra (1985)
- Egészséges erotika (1986)
- Szeress most! (sorozat)... epizódszerep
- Valami a levegőben (sorozat) (2010)... főszerep

## Önálló műsora
- Muki, az énekes bohóc – gyermekműsor

## Díjai, elismerései
- Érd Város Életmű Díj (2023)[1]